# Feltámadás (Így jártam anyátokkal)
A Feltámadás az Így jártam anyátokkal című amerikai televíziós sorozat kilencedik évadjának tizennyolcadik epizódja. Eredetileg 2014. február 24-én vetítették, az Egyesült Államokban, míg Magyarországon két hónappal később, 2014. április 21-én.
Ebben az epizódban Barney teljesen kiütve kerül elő, így a többiek nekilátnak elkészíteni a szupertitkos Stinson Másnaposság Elleni Gyógyír Elixírt.

## Cselekmény
|  | Alább a cselekmény részletei következnek! |

2021 szilveszterén járunk. Az Anya és Ted éppen egy bulira tartanak. Kiderül, hogy az Anya nemrég írta meg könyvét arról, hogyan lehetne felszámolni az éhezést. Ted ennek örömére nagyot akar ünnepelni, de az Anya közli vele, hogy ennek nagy másnaposság lesz a vége. Ted erre elmeséli azt, milyen volt az, amikor Barney és Robin esküvőjén megfogadott valamit.
Ezután visszakerülünk a jelenbe: vasárnap reggel 8 óra van, 10 órával az esküvő előtt. Barney annyira másnapos, hogy teljesen ki van ütve. Ted szerint el kellene játszaniuk a "Hóbortos esküvő"-t, amit Robin ellenez. Aztán eszükbe jut a szupertitkos Stinson Másnaposság Elleni Gyógyír Elixír, ami mindig segített rajtuk – az egyetlen baj, hogy nem tudják, mi volt a titkos összetevő benne.
Látván az állapotát, Marshall megfogadja, hogy soha többé nem fog lerészegedni, ahogy megkopaszodni sem. Egy előretekintésben aztán láthatjuk, hogy ez 2020-ban nem lesz már így: Marshall és Brad Morris versengenek egy legfelsőbb bírósági helyért. A stresszes kampány miatt Marshall haja kihullik, és mikor kihirdetik, annyira részeg, hogy a nyilatkozata során "Süti Bírónak" hívja magát, és elmondja, mit fog csinálni "Gotham Cityvel"
Miközben Ted és Marshall keresik a titkos összetevőt, Robin és Lily próbálják Barneyt magához téríteni. Ennek során véletlenül lelökik a lépcsőn,majd Robin apjának módszereit alkalmazzák: jeges vízbe nyomják a fejét, vad medvés videót mutatnak neki, vagy azzal fenyegetik, hogy levágják a nyakkendőjét. Ekkor Lily is megfogadja, hogy ő sem fog többé berúgni – amit meg is szeg azon a napon, amikor Marvin egyetemre megy.
Eközben Marshall és Ted sikeresen összeszedik az elixír alkotóelemeit, egy kivétellel: hiányzik a zsír. Csakhogy az nincs a konyhán, mert a szakács undorodik tőle, legfeljebb a sült baconszalonnából kicsorgó, de azt mindig kiöntik. Az pedig csak akkor készül, ha külön rendelnek és meg is eszik. Ted azt állítja, hogy ő allergiás a baconre, mire Marshall felvilágosítja, hogy az anyja hazudott neki az egészséges életmód reményében. Ezt hallva Ted nekibátorodik, és megeszi az összes bacont, amitől rosszul lesz. Jövőbeli Ted szerint ez volt az első és utolsó alkalom, hogy bacönt evett.
Közben Robin is megfogadja, hogy sosem fog berúgni. Ezt 2016-ban sikerül megszegnie, amikor Barneyval Argentínában egy görbe este után rossz szobában ébrednek.
Már csak egyetlen dolgot nem próbáltak Robin szerint: azt javasolja, hogy ő és Lily csókolózzanak, attól biztosan magához tér Barney. Ez meg is történik, és Barney szinte azonnal felpattan. Kiderül, hogy az elixír csak egy hazugság volt, amit azért talált ki, hogy mind együtt legyenek a legnehezebb pillanatokban is. A többiek rájönnek, mennyire szereti őket Barney, ezért azt hazudják neki, hogy megcsinálták a "Hóbortos esküvőt", és nem mondták le a fotózást.
Az események után Robin és Lily megbeszélik, amit csináltak, és érdekes módon Lily furának tartja és többé nem akarja csinálni, és épp Robin lesz az, aki a jövőben is csinálná még. Ted ekkor fogadja meg, hogy sosem rúg be többé.
2022 újévének napján az Anya rettenetes másnapossággal küzd. Ted behozza neki a Stinson Másnaposság Elleni Gyógyír Elixírt, majd a gyerekek is megjelennek az ágya körül.

## Kontinuitás
- Muriel néni és Mort bácsi, mint Barney és James rokonai, először az "Először New Yorkban" című epizódban szerepeltek.
- A fájós nyakú Claude kuzin az "Anyu és apu" című részben szerepelt.
- Barney álma, a "Hóbortos esküvő", először a "Basszgitáros kerestetik" című részben szerepelt. Korábban "Fergeteges hétvége" néven próbálta megvalósítani ("Rossz passzban", "Fergeteges hétvége"), mely a "Hóbortos hétvége" című filmet figurázza ki.
- Az epizódból fény derül a "Nagy Süti" becenév eredetére, ami Marshallé, és a "Jenkins" című rész óta sokszor elhangzott.
- A "Zenekar vagy DJ?" című részben került megemlítésre, hogy Robin apja utálja Barney szőke haját és a viselkedését.
- Robin és az apja viszonya először a "Boldogan élek" című részben került terítékre.
- A Tantrumot először a "Kettős állampolgárság" című részben mutatták be.
- Lily látens biszexualitása Robin iránt korábbi részekben is szerepelt. Két ízben csókolóztak is már ("Életem legjobb bálja", "A Tesóeskü").

## Jövőbeli visszautalások
- Az "Örökkön örökké" című részben látható Barney és Robin argentínai kalandjának vége.

## Érdekességek
- Korábban említésre került, hogy Barney-ról képtelenség rossz fényképet készíteni. Ebben az epizódban mégis sikerül (másodszor a sorozat történetében).
- A Stinson Másnaposság Elleni Gyógyelixír hozzávalói többek között: Tantrum szóda, banán, hagymakarika, gyömbér, és zsír.
- A "Nagy pakolás" című részből kivágásra került egy jelenet, melyben Ted már akkor elmondta, hogy az anyja szerint allergiás a baconre, de ő a kollégiumban evett először. Mivel ez egy kivágott jelenet, ezért nem mond ellent a mostani állításnak, azaz hogy az esküvő napján evett először. Amikor ezt kimondja, a szakács és Ted is közvetlenül a műsort nézők felé pillantanak, áttörve a negyedik falat.

|  | Itt a vége a cselekmény részletezésének! |